# Die Unschuld der Molly
Die Unschuld der Molly (Alternativtitel: Alles wegen Molly!, Molly und der Unglücksrabe, Für Molly durch die Hölle; Originaltitel: Illegally Yours) ist eine US-amerikanische Filmkomödie von Peter Bogdanovich aus dem Jahr 1988.

## Handlung
Richard Dice wird zum Geschworenen berufen. Er wird im Strafprozess gegen Molly Gilbert eingesetzt, in die er in der Schulzeit verliebt war. Dice lügt vor Gericht, dass er sie nicht kennt.
Bereits während des ersten Verhandlungstags erkennt Dice, dass mehrere Ganoven hinter Molly her sind. Jedoch erkennt er zunächst nicht, welche Rolle seine Jugendliebe in dem Mordfall spielt. Dice ermittelt auf eigene Faust. Eine Musikkassette, auf der ein am Mord beteiligter Gespräche als Beweismittel aufgenommen hat, geriet durch Zufall in die Hand von Molly. Kurze Zeit später kam diese Kassette aber auch wieder aus dem Besitz Mollys und landet letztlich in der Hand des Geschworenen Dice, der damit die Unschuld Mollys an dem Komplott beweisen kann und zugleich die tatsächlichen Mörder überführt.

## Kritiken
Das Lexikon des internationalen Films schrieb, der Film sei als „Hommage an die Screwball-Komödien“ konzipiert. Er „mißlingt, weil die Story sich in ihren eigenen Wirrungen verzettelt“. Die „unsichere Regie“ verwechsle „Slapstick mit Klamauk“ und „Wortwitz mit Geschwätzigkeit“.
David Nusair schrieb auf Reel Film Reviews, der Film sei mit einem „frenetischen“, „hirnverbrannten“ („madcap“) Stil „durchtränkt“, der an die Screwball-Komödien der 1930er Jahre erinnern solle. Er sei nicht einmal annähernd lustig. Die Darstellung von Rob Lowe wirke „ermüdend“ und „anstößig“. Es sei verblüffend, wie schlecht der Film „trotz der Talente auf beiden Seiten der Kamera“ sei.

## Hintergrund
Der Film wurde in Florida gedreht. Er spielte in den Kinos der USA ca. 259 Tsd. US-Dollar ein.